# Акопян, Анна Вачиковна
Анна Вачиковна Акопян (арм. Աննա Վաչիկի Հակոբյան; род. 1 февраля 1978, Ереван) — армянская журналистка, общественный деятель, главный редактор газеты «Айкакан жаманак», супруга премьер-министра Армении Никола Пашиняна.

## Биография
Родилась 1 февраля 1978 года.
В 2000 году окончила факультет журналистики Ереванского государственного университета.
В период учёбы в университете познакомилась со своим будущим супругом Николом Пашиняном, который прошел путь от журналиста и оппозиционного политика до государственного деятеля, став премьер-министром Армении по итогам бархатной революции.
После событий 1 марта 2008 года и до 2011 года являлась главным редактором газеты «Айкакан жаманак». Впоследствии повторно заняла эту должность в 2012 году.
Принимала активное участие в Армянской бархатной революции. После занятия супругом − Николом Пашиняном, должности премьер-министра Армении, формально стала 1-й Леди Армении. Основной деятельностью Анны Акопян, ставшей супругой главы государства, стала благотворительность. В июле 2018 года основала благотворительный фонд «Мой шаг». Является инициатором движения «Женщины во имя мира».
Анна Акопян сформировала отряд «Эрато» из 13 женщин для участия в военных действиях.
Участвовала в Киевском саммите первых леди и джентльменов в сентябре 2023 года.